# Сердце-обличитель (мультфильм)
Сердце-обличитель (англ. The Tell-Tale Heart) — американский мультфильм 1953 года по одноимённому рассказу (1843) Эдгара Аллана По. Номинант на «Оскар» в 1954 году. Первый в истории мультфильм, которому British Board of Film Classification был присвоен рейтинг Х (только для взрослых). В 1994 году занял 24 место в списке 50 величайших мультфильмов. В 2001 году был включён в Национальный реестр фильмов.

## Сюжет
Сюжет мультфильма полностью соответствует сюжету оригинального рассказа. Рассказчиком за кадром выступил Джеймс Мэйсон. Всё действие также показано «глазами рассказчика».
Рассказчик, человек с неуравновешенной психикой, живёт в одном доме с неким стариком. У того глаз закрыт бельмом, и это очень раздражает рассказчика. Из-за этого однажды он убивает старика и прячет труп под пол. Вскоре в доме появляется полиция: кто-то услышал крики из дома. Все вместе они осматривают комнаты, но не находят ничего подозрительного. Однако рассказчику начинает казаться, что он слышит стук сердца, всё громче и громче, убитого им старика из-под пола. Психика убийцы не выдерживает, и он сознаётся в содеянном. Его сажают в тюрьму.

## Интересные факты
- Первоначально мультфильм снимался в 3-D формате, но позже было решено оставить его двухмерным[2].
- В 1954 году мультфильм номинировался на «Оскар» в категории «Лучший анимационный короткометражный фильм», но проиграл мультфильму «Гудение, свист, звон и гул» (англ. Toot, Whistle, Plunk and Boom)[3].